# Sístán a Balúčistán
Sístán a Balúčistán (persky استان سيستان و بلوچستان‎) je jedna z 31 íránských provincií. Leží na jihovýchodě země. Sousedí s Pákistánem, Afghánistánem, Ománským zálivem a íránskými provinciemi Hormozgánem, Kermánem a Jižním Chorásánem.
Provincie Sístán a Balúčistán, která je nejchudší ze všech íránských provincií, má přibližně dva a půl miliónu obyvatel a její hlavní město je Záhedán.